# Josip Kuže
Josip Kuže (Vranje, 13 november 1952 – Zagreb, 16 juni 2013) was een betaald voetballer uit Kroatië, die na zijn actieve loopbaan het trainersvak instapte. Hij speelde tien jaar als verdediger voor GNK Dinamo Zagreb. Sinds begin 2012 was hij trainer-coach van de Chinese club Tianjin Teda.
Kuže was als coach onder meer werkzaam in Duitsland, Japan, Australië en Rwanda. Als bondscoach van Albanië had hij de nationale ploeg 24 duels onder zijn hoede, in de periode 2009-2011, nadat hij de Nederlander Arie Haan was opgevolgd. Hij stapte eind 2011 op en werd opgevolgd door de Italiaan Gianni De Biasi.
In februari 2013 werd bekendgemaakt dat Kuže leukemie heeft. Hij overleed in juni 2013 op 60-jarige leeftijd aan de gevolgen van deze ziekte.
Vanwege de bijzondere band die Kuže met de supporters van GNK Dinamo Zagreb had, werd de zoon van Kuže, Marko, aangesteld door de Kroatische club in januari 2014 om de relatie tussen de supporters en de club te verbeteren.